# Cá ngựa Thái Bình Dương
Cá ngựa Thái Bình Dương (Hippocampus ingens) là một loài cá thuộc họ Syngnathidae. Nó được tìm thấy ở Colombia, Costa Rica, Ecuador, El Salvador, Guatemala, México, Panama, Peru, và Hoa Kỳ. Môi trường sống tự nhiên của chúng là rạn san hô.